# Берклі (округ, Південна Кароліна)
Шаблон:StateAbbr_ 33°12′ пн. ш. 79°57′ зх. д. / 33.2° пн. ш. 79.95° зх. д.
Округ Берклі (англ. Berkeley County) — округ (графство) у штаті Південна Кароліна, США. Ідентифікатор округу 45015.

## Історія
Округ утворений 1882 року.

## Демографія
За даними перепису
2000 року
загальне населення округу становило 142651 осіб, зокрема міського населення було 94082, а сільського — 48569.
Серед мешканців округу чоловіків було 72462, а жінок — 70189. В окрузі було 49922 домогосподарства, 37696 родин, які мешкали в 54717 будинках.
Середній розмір родини становив 3,15.
Віковий розподіл населення поданий у таблиці:
| Стать    | До 15 років | 15-21 | 22-29 | 30-39 | 40-49 | 50-65 | 65-85 | Понад 85 |
| -------- | ----------- | ----- | ----- | ----- | ----- | ----- | ----- | -------- |
| Чоловіки | 16998       | 10229 | 8711  | 11269 | 10432 | 9935  | 4659  | 229      |
| Жінки    | 16128       | 7243  | 7677  | 11275 | 10914 | 10579 | 5723  | 650      |

## Суміжні округи
- Клерендон — північ
- Вільямсберг — північний схід
- Джорджтаун — схід
- Чарлстон — південь
- Дорчестер — захід
- Оранджберг — північний захід

## Виноски
1. ↑  U.S. Decennial Census. United States Census Bureau. Архів оригіналу за 12 квітня 2013. Процитовано 16 березня 2015.
2. ↑  Historical Census Browser. University of Virginia Library. Архів оригіналу за 11 серпня 2012. Процитовано 16 березня 2015.
3. ↑  Forstall, Richard L., ред. (27 березня 1995). Population of Counties by Decennial Census: 1900 to 1990. United States Census Bureau. Архів оригіналу за 2 лютого 2015. Процитовано 16 березня 2015.
4. ↑  Census 2000 PHC-T-4. Ranking Tables for Counties: 1990 and 2000 (PDF). United States Census Bureau. 2 квітня 2001. Архів оригіналу (PDF) за 18 грудня 2014. Процитовано 16 березня 2015.
5. ↑  State & County QuickFacts. United States Census Bureau. Архів оригіналу за 7 липня 2011. Процитовано 22 листопада 2013. [Архівовано 2011-06-06 у Wayback Machine.](англ.) Наведено за англійською вікіпедією.
6. ↑  American FactFinder. Бюро перепису населення США. Архів оригіналу за 26 лютого 2012. Процитовано 31 січня 2008. [Архівовано 2008-05-21 у Wayback Machine.]

| США | Це незавершена стаття з географії США. Ви можете допомогти проєкту, виправивши або дописавши її. |